# 統一共産同盟
統一共産同盟（とういつきょうさんどうめい）は、1961年結成の構造改革派系の日本の新左翼党派の一つ。略称は「統共同」。機関紙「現代革命」（月1回発行）。
名称が似ているが共産主義者同盟 (統一委員会)とは異なる。ただし両者は共闘関係にある。

## 概要
1961年、日本共産党の大阪市立大学党細胞が離党して結成された。当初は「構造改革」を標榜し、結成当初の名称は「平和と社会主義をめざす学生同盟」であった。その後、1970年頃に構造改革路線から離れ、独自の路線をとるようになった。
学生運動が盛んだった1970年代、中核派や革マル派に比べると、かなりマイナーな党派であったことは否めない。しかし1990年代に入り、他党派が「大衆闘争路線」を標榜して非合法活動を手控える中、第47回国民体育大会など天皇の国民体育大会出席を幾度も妨害するなどして、一躍脚光を浴びた。
現在、天皇制廃止論を唱える新左翼系活動者集団「反天皇制運動連絡会」とともに反皇室闘争の一翼を担っている。

## 備考
団体の公式サイトは存在せず、機関紙「現代革命」については第三種郵便物の認可も受けていない。